# Нова Слобода (Ленінградська область)
Нова Слобода (рос. Новая Слобода) — присілок у Лодєйнопольському районі Ленінградської області Російської Федерації.
Населення становить 59 осіб. Належить до муніципального утворення Янегське сільське поселення.

## Історія
Згідно із законом від 20 вересня 2004 року № 63-оз належить до муніципального утворення Янегське сільське поселення.

## Населення
| 1879 | 1885 | 1905 | 1927 | 1958  | 1997 | 2007 |
| ---- | ---- | ---- | ---- | ----- | ---- | ---- |
| 199  | ↗230 | ↘225 | ↗255 | ↗1087 | ↘68  | ↘64  |
| 2010 | 2014 |      |      |       |      |      |
| ↗68  | ↘59  |      |      |       |      |      |